# X-Rated
Albums de Black Oak Arkansas
Ain't Life Grand
(1975) Balls of Fire
(1976)
Singles
1. Strong Enough To Be Gentle
Sortie : septembre 1975

X-Rated est le 7e album studio du groupe de rock américain Black Oak Arkansas et le premier du groupe pour le label MCA. Il est sorti en novembre 1975 et a été produit par Richard Polodor.
Cet album fut enregistré pendant l'automne 1975 dans les studios American Recording de Calabasas en Californie.
Il se classa à la 99e place du Billboard 200 et le single Strong Enough To be Gentle se classa à la 89e place du Hot 100.

## Liste des titres
Toutes les chansons sont signées par Black Oak Arkansas
| 1. | Bump 'n' Grind             | 3:55 |
| 2. | Fighting Cock              | 4:36 |
| 3. | Highway Pirate             | 4:10 |
| 4. | Strong Enough To Be Gentle | 5:34 |

| 5. | Flesh Needs Flesh          | 4:15 |
| 6. | Wild Men From The Mountain | 3:26 |
| 7. | High Flyer                 | 3:02 |
| 8. | Ace In the Hole            | 3:42 |
| 9. | To Hot To Stop             | 3:58 |

## Composition du groupe pour l'enregistrement
- Jim Dandy Mangrum : chant, planche à laver.
- Rickie Lee Reynolds : guitare rythmique, chœurs.
- Pat Daugherty : basse, chœurs.
- James Henderson : guitare solo, chœurs.
- Stanley Knight : guitare solo, claviers, chœurs.
- Tommy Aldridge : batterie, percussions.

## Charts
Charts album
| Pays       | Durée du classement | Meilleur classement |
| ---------- | ------------------- | ------------------- |
| États-Unis | 17 semaines         | 99e                 |
| Canada     | 2 semaines          | 98e                 |

Charts singles
| Date       | Single                     | Chart   | Durée du classement | Position |
| ---------- | -------------------------- | ------- | ------------------- | -------- |
| 10/01/1976 | Strong Enough To Be Gentle | Hot 100 | 2 semaines          | 89e      |